# Association canadienne de hockey amateur

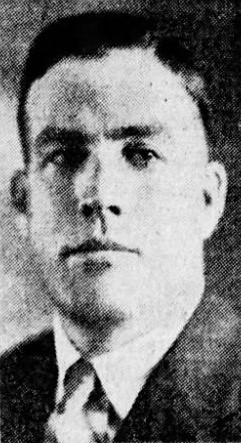
Silver Quilty, président de l’ACHA en 1923 et 1924

 (février 2023).
Si vous disposez d'ouvrages ou d'articles de référence ou si vous connaissez des sites web de qualité traitant du thème abordé ici, merci de compléter l'article en donnant les références utiles à sa vérifiabilité et en les liant à la section « Notes et références ».
L'Association canadienne de hockey amateur, ou ACHA (en anglais : Canadian Amateur Hockey Association ou CAHA) était l'organisme dirigeant du hockey sur glace amateur au Canada de 1914 à 1994.
Créée en 1914 par les propriétaires de la Coupe Allan, l'Association avait pour but de facilité l'établissement annuel du tournoi de la Coupe Allan remise à la meilleure équipe amateur au Canada. Elle fut par la suite mandaté pour désigner le représentant du pays lors des compétitions international ainsi que pour les Jeux olympiques.
En 1919 l'ACHA crée le tournoi annuel de la Coupe Memorial afin de récompenser la meilleure équipe de niveau junior à travers le pays. En 1984 l'Association remet cette coupe à la Ligue canadienne de hockey, nouvelle association créée afin de gérer les trois ligues de niveau junior majeur au Canada, soit la Ligue de hockey de l'Ouest (LHOu), la Ligue de hockey de l'Ontario (LHO) et la Ligue de hockey junior majeur du Québec (LHJMQ).
En 1994, l'ACHA fusionne avec l'Association canadienne de hockey pour devenir Hockey Canada.  